# Айнез, Майк
Майкл Аллен Айнез (англ. Michael Allen Inez; род. 14 мая 1966 года, Сан-Фернандо, Калифорния) — американский рок-музыкант, бас-гитарист сиэтлской группы Alice in Chains.
Майк Айнез начал музыкальную карьеру в 1991 году, попав в группу Оззи Осборна. Всемирная слава пришла к нему в 1993 году после перехода в гранжевую группу Alice in Chains. Айнез стал бессменным бас-гитаристом группы, как в составе с вокалистом Лейном Стэйли, умершим в 2002 году, так и с заменившим его Уильямом Дювалем. Помимо Alice in Chains, музыкант сотрудничал со Slash’s Snakepit, Black Label Society, Heart и другими исполнителями.
Исполнительская манера Айнеза сформировалась под влиянием британских бас-гитаристов 1970-х годов и выделялась мелодичностью и простотой. В 2007 году он занял 62-е место в списке «100 величайших бас-гитаристов и барабанщиков», опубликованном в журнале Hit Parader.

## Биография

### Детство и юность
Майкл Аллен Айнез родился 14 мая 1966 года в Сан-Фернандо, штат Калифорния, США. Роды принимала бабушка, работавшая медсестрой. Майк рос в большой религиозной филиппинской семье, хотя его отец родом из центрального Техаса. Айнез был единственным ребёнком в семье. Родители развелись, когда он был совсем юным, а самым близким родственником стал дедушка.
С самого рождения Майка окружали музыканты: родственники играли в церковном оркестре, а также исполняли национальную филиппинскую музыку. Дядя Майка играл на клавишных и репетировал вместе с Элом Маккеем, участником группы Earth, Wind & Fire.
Майк начал играть на музыкальных инструментах в четвёртом классе, освоив кларнет, саксофон и фортепиано. Первой песней, которую он исполнил, стала баллада «Easy» группы Commodores, вышедшая в 1977 году. В конце 1970-х годов Айнез переехал в Пасадину и начал увлекаться хард-роком и хеви-металом, став фанатом местной группы Van Halen. У Айнеза появилась электрогитара, но вскоре он выкупил у дяди бас и понял, что на самом деле хочет быть бас-гитаристом. После окончания средней школы и во время учёбы в колледже Пасадины Майк продолжал занятия музыкой, играл в духовом оркестре, а также пробовал силы в нескольких рок-группах.
Поворотным моментом в жизни Айнез считает фестиваль US Festival 1983 года. Юноша добрался автостопом из Пасадины в Сан-Бернардино, чтобы наблюдать за выступлениями Оззи Осборна, Scorpions, Van Halen, Quiet Riot, Triumph и Mötley Crüe. После этого Айнез понял, что хочет заниматься музыкой профессионально. Он собирался играть на саксофоне на протяжении пары лет, после чего вернуться в колледж и поступить в Калифорнийский университет, но «вместо этого поступил в „университет Оззи Осборна“ и изучил совершенно другую программу».

### Начало карьеры с группой Оззи Осборна

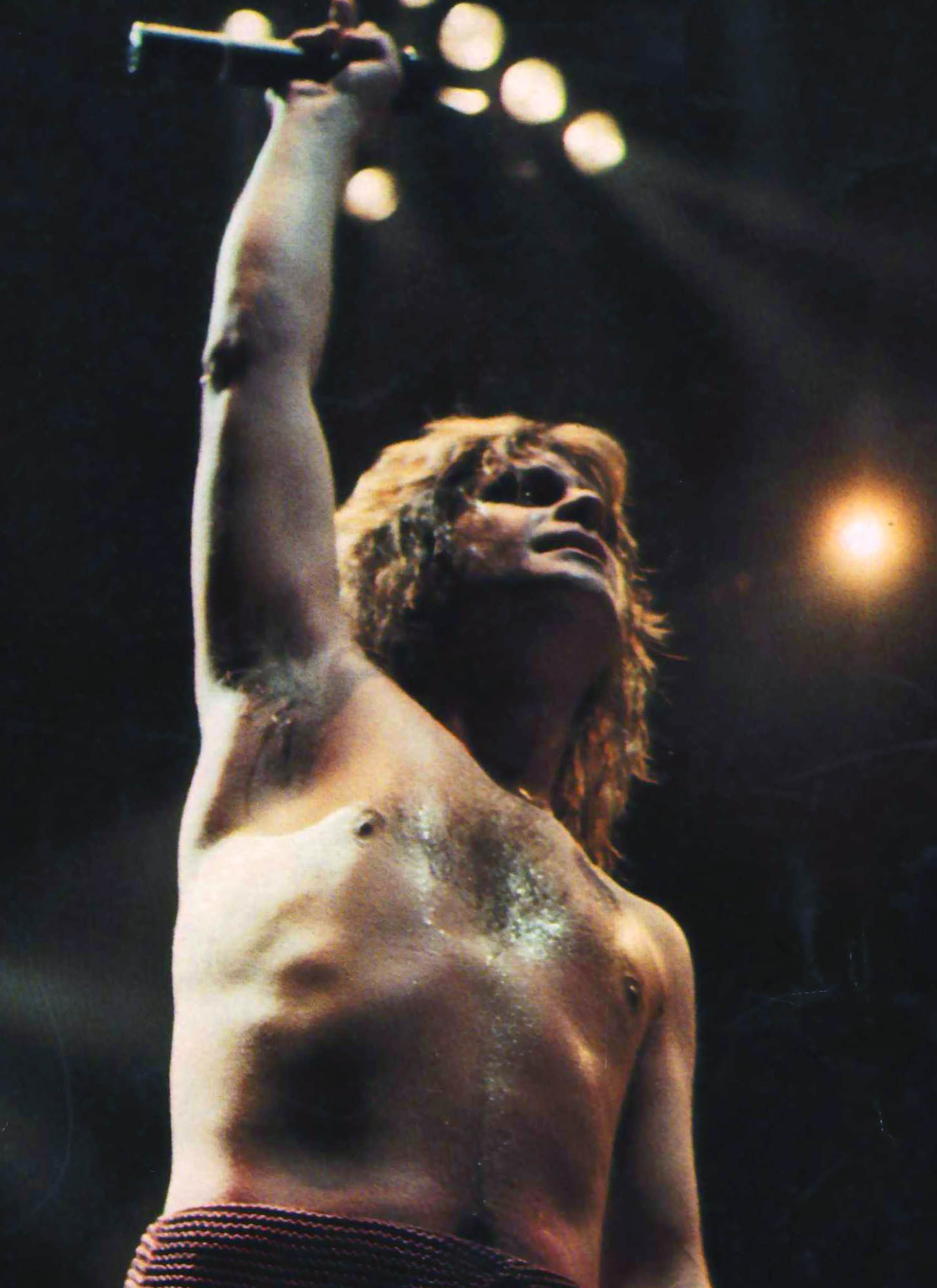
Майк Айнез начинал карьеру в группе Оззи Осборна. На протяжении многих лет после ухода в Alice in Chains Айнез поддерживал отличные отношения с Оззи и его семьёй.

Поворотным моментом в карьере Айнеза стало прослушивание бас-гитаристов в группу Оззи Осборна, которое проходило в Северном Голливуде, вероятнее всего — в конце 1990 года. Майк также решил попробовать свои силы, хотя и был убеждён, что его не возьмут. Он отпросился с работы, притворившись больным, и пошёл на прослушивание, проходившее в Joe’s Garage Фрэнка Заппы. Айнез всего лишь хотел увидеться со своим кумиром и даже не знал толком басовые партии, подобрав их на слух перед пробами. Он не нервничал, так как не строил больших ожиданий. Выяснилось, что на позицию претендует более двухсот человек. На фоне других претендентов — взрослых «металлистов», одетых в кожу, — юный Айнез в теннисной обуви, потёртых джинсах и футболке «Лос-Анджелес Кингз» казался чужим. Тем не менее ему удалось сыграть несколько песен с Оззи и музыкантами Марком Канделарио, Закком Уайлдом и Рэнди Кастильо. Майк был уверен, что провалил прослушивание, но на автомобильной парковке его догнали Оззи и Шэрон Осборн и сообщили, что он попал в финальную пятёрку. В течение недели оставшихся претендентов прослушали ещё два раза. Наконец, Айнезу позвонили и сообщили, что он получил заветную должность и его приглашают в совместное турне с Осборном по Европе. Майк в это время отдыхал со своим 82-летним дедушкой, смертельно больным раком простаты, и эта новость очень обрадовала их обоих. Позднее Айнез называл этот момент одним из наиболее запоминающихся в своей жизни. Двадцатитрёхлетний музыкант, не покидавший пределы страны, был потрясён: «Ещё вчера я выступал в Coconut Teaser [местном ночном клубе], а теперь живу в одном замке с Оззи Осборном и играю на „Уэмбли“». Ему несказанно повезло, ведь группа Осборна стала лишь третьим музыкальным коллективом в карьере музыканта.
Айнез пробыл в составе группы Оззи Осборна с 1991 по 1993 годы, выступая на концертах в составе аккомпанирующей группы вместе с гитаристом Закком Уайлдом и барабанщиком Рэнди Кастильо. Так, в январе 1991 года он выступил на Уэмбли Арене, где Оззи был хедлайнером «Великого британского музыкального уикенда», являвшегося частью BRIT Awards 1991. В 1991 году вышел новый альбом Осборна, получивший название No More Tears. Оззи не устраивала студийная игра Айнеза и он пригласил старого знакомого и соавтора Боба Дэйсли, который и исполнил басовые партии. Айнез был включён в список участников записи, так как придумал вступление к заглавной песне «No More Tears». Как позднее вспоминал Дэйсли, «на этом альбоме я числился бас-гитаристом, а Майк Айнез отвечал за басовые идеи». Альбом дебютировал на седьмом месте в хит-параде Billboard 200, получил превосходные отзывы музыкальной прессы и до сих пор считается одним из лучших в сольной карьере Осборна. Айнез вместе с группой отправился в концертный тур Theatre of Madness (с англ. — «Театр безумия»), который начался с концертов в Японии в октябре 1991 года, а продолжился выступлениями в небольших театрах в ноябре 1991 года и большими стадионными концертами в начале следующего года. В 1992 году у Оззи Осборна диагностировали рассеянный склероз и он решил прекратить концертную деятельность, чтобы проводить больше времени с семьёй. С июня по ноябрь Айнез принял участие в прощальном туре Оззи No More Tours (с англ. — «Хватит туров»). Тем не менее, узнав об ошибочности диагноза, по окончании турне Осборн передумал уходить со сцены и продолжил карьеру.

### Переход в Alice in Chains

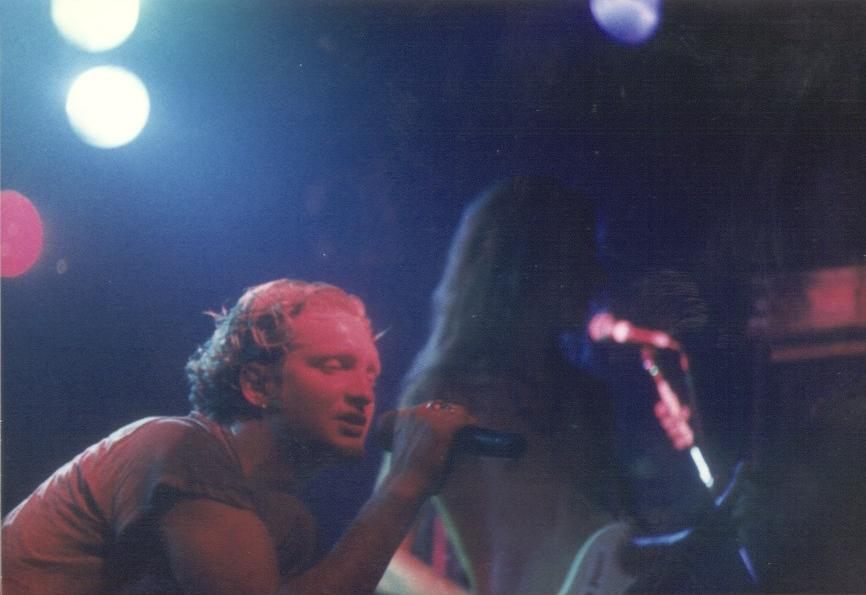
Alice in Chains в 1992 году: Лейн Стэйли и Джерри Кантрелл.

После окончания многомесячных гастролей музыканты Оззи Осборна занялись сведением концертного альбома Live and Loud в Рино, штат Невада. В январе 1993 года в студии раздался звонок: Майка Айнеза разыскивал барабанщик гранжевой группы Alice in Chains Шон Кинни, который в это время находился на Гавайях. Бас-гитарист впервые узнал об Alice in Chains и увидел группу вживую 8 февраля 1991 года, во время концерта, посвящённого пятилетию хеви-металлической радиостанции KNAC. Оззи Осборн был хедлайнером того концерта, проходившего на спортивной арене в Лонг-Бич, Калифорния, а Alice in Chains выступали на разогреве. Айнез вспоминал, что остался под большим впечатлением от концерта малоизвестной группы: «Я не мог оторвать глаз от Лейна [Стэйли] — он был очень притягательным фронтменом». Alice in Chains также гастролировали вместе с Оззи во время тура No More Tours и успели ближе познакомиться друг с другом. Шон Кинни рассказал по телефону, что группа только что рассталась с бас-гитаристом Майком Старром и срочно ищет замену, предложив Айнезу присоединиться к Alice in Chains хотя бы на время текущего концертного тура. Бас-гитарист решил посоветоваться с Оззи Осборном и тот «благословил» своего сессионного музыканта, сказав, что если он не примет предложение, то проведёт следующие семь дней в больнице: «Столько понадобится докторам, чтобы вытащить мою ногу из твоей задницы». Заручившись согласием «Принца тьмы», Айнез решился попробовать свои силы в Alice in Chains.
В Alice in Chains Майка Айнеза ожидал тёплый приём. Выяснилось, что его заприметили ещё во время совместных концертов с Оззи и даже не рассматривали иные кандидатуры. Гитарист Джерри Кантрелл отмечал визуальное сходство Айнеза и Старра и шутил, что «если уж менять бас-гитариста, то у него должно быть такое же имя, он должен курить те же сигареты, играть на такой же бас-гитаре и выглядеть так же». Айнез присоединился к команде Alice in Chains в Лондоне за несколько дней до первого концерта европейского турне в поддержку альбома Dirt. Первый день они провели вместе, покуривая «убийственную травку», после чего арендовали репетиционное помещение и в течение двух дней показали Айнезу основные песни. Гитарный техник Alice in Chains Рэнди Биро был впечатлён новым бас-гитаристом и утверждал, что тот знал партии лучше Старра, который играл в группе много лет. Тем не менее музыканты не торопились принимать окончательное решение об изменении состава. У Айнеза оставались обязательства перед Оззи, записывавшим очередной альбом, поэтому было решено повременить с окончательным решением до сентября. Следующие полтора месяца Айнез и Alice in Chains провели в европейском турне вместе с другим сиэтлским коллективом Screaming Trees. В середине марта группа вернулась в США и провела мини-тур вместе с Circus of Power и Masters of Reality. В апреле 1993 года Айнез впервые отправился с новой группой в студию, где записывался саундтрек к фильму «Последний киногерой». Были придуманы и исполнены две песни: «A Little Bitter» Айнеза и «What The Hell Have I» Джерри Кантрелла. Эта студийная сессия и стала тем моментом, когда было принято окончательное решение оставить Айнеза в группе.
С июня по август 1993 года прошло главное событие рок-сцены года — фестиваль Lollapalooza 1993, на котором Alice in Chains выступили в качестве хедлайнеров. Айнез назвал эти концерты «одним из тех туров, где находишь друзей на всю жизнь», выделив группы Tool, Rage Agains the Machine, Primus, Dinosaur Jr., Babes in Toyland и Fishbone. К тому времени «испытательный период» был успешно пройден. В журнале Kerrang! по итогам фестиваля отметили вклад нового бас-гитариста: «Айнез больше не „новый парень“, он стал жизненно важным элементом Alice с заразительным энтузиазмом и бесстрашными басовыми партиями, в то время как Кантрелл продолжал своё превращение в полноценного гитарного бога. От концерта к концерту он обрастает авторитетом и обретает уверенность, и вместе с безупречной игрой барабанщика Шона Кинни создаёт все условия, чтобы Alice in Chains превратились в суперзвёзд».
После окончания фестиваля Lollapalooza утомлённая насыщенными гастролями группа решила взять полуторамесячный отпуск. Чтобы отвлечься от напряжённого концертного графика, было решено отправиться на неделю в студию London Bridge. В отличие от предыдущих сессий Alice in Chains, где музыканты приступали к записи, уже имея на руках готовый материал, в этот раз у них не было готовых песен. Тем не менее, используя накопленные за время концертов наработки, в течение недели группе удалось записать семь композиций. Айнез принимал полноправное участие в процессе, а его идеи легли в основу песен «Rotten Apple» и «I Stay Away». Джерри Кантрелл остался доволен результатом: «Это был первый раз, когда мы записывались с Майком Айнезом. Этот мини-альбом доказал нам и поклонникам, каков его талант. Он играет самое противное, самое мрачное дерьмо, но у него самое доброе сердце в мире». Акустическая пластинка Jar of Flies вышла в январе 1994 года и заняла первое место в американском хит-параде, став первым мини-альбомом в истории музыки, покорившим вершину чарта Billboard 200.

### Неурядицы в группе
«Я помню один горький момент. Мы репетировали в Театре Мура и готовились к нескольким концертам с „Металликой“ — стадионному туру. И стало очевидно, что этого не произойдёт. Это просто казалось неправильным. Поэтому мы решили завязать. Не хочу рассказывать, как мы поговорили, но когда я выходил из Театра Мура, шёл дождь. Я повернулся и увидел Лейна, идущего по переулку в одиночестве. Оглядываясь назад, я понимаю, что это был тот самый момент, когда всё пошло не так. И я подумал: „Хм, у нас действительно не всё в порядке.“»

— Майк Айнез
Переход в Alice in Chains принёс Майку Айнезу всемирную известность, однако отношения внутри группы были далеки от идеальных. С момента выхода альбома Dirt, вдохновлённого неудачным опытом борьбы с героиновой зависимостью вокалиста Лейна Стэйли, в глазах критиков и слушателей группа стала неразрывно ассоциироваться с наркотиками. Ходили слухи, что Айнез был настолько раздражён увиденным, что во время турне 1993 года пнул усилитель и сломал руку дорожному технику. Сам бас-гитарист и другие музыканты пытались уверить журналистов, что проблемы с наркотиками остались в прошлом. На самом деле Лейн Стэйли несколько раз отправлялся на лечение в реабилитационный центр, а Шон Кинни пытался избавиться от алкогольной зависимости. Из-за «проблем со здоровьем внутри группы» пришлось отказаться от долгожданного турне с Metallica и участия в фестивале Вудсток-94. Музыканты перестали выступать вместе и занялись собственными проектами.
Появившееся из-за отмены гастролей свободное время музыканты Alice in Chains тратили на другие проекты. Майк Айнез ненадолго присоединился к коллегам по группе Оззи Осборна, работавшими над песнями для нового альбома под руководством продюсера Михаэля Вагенера. Когда семь композиций было закончено, лейбл Epic Records принял решение отказаться от выбранного стилистического направления, повторяющего предыдущую пластинку Оззи No More Tears, чтобы звучать похоже на Soundgarden. Вагенер отказался продолжать работу, а песни были перезаписаны в новом стиле и с другими музыкантами. Места Майка Айнеза и Рэнди Кастильо заняли Гизер Батлер и Дин Кастроново. Шесть из семи переработанных композиций вошли в состав альбома Ozzmosis, вышедшего в 1995 году, но Айнез не играл ни на одной из них. Тем не менее две оригинальные демоверсии, записанные с его участием, выходили на сторонах «Б» синглов к альбому, а ещё одна вошла в бокс-сет Оззи Осборна Prince of Darkness, опубликованный в 2005 году.
В конце лета 1994 года Айнез оказался в компании своего друга, гитариста Guns N' Roses Слэша. Вместе с Мэттом Сорумом и Гилби Кларком они устраивали джем-сейшены, где играли песни, написанные соло-гитаристом для Guns N' Roses, но отвергнутые Экслом Роузом. Специально для этого Айнез ежедневно преодолевал почти две тысячи миль, летая из Бербанка в Сиэтл/Такому и обратно, по утрам репетируя со Слешем, а вечерами готовясь с Alice in Chains к очередному туру с Metallica. Проект получил временное название Slash’s Very Own Snakepit (с англ. — «Собственная змеиная яма Слэша»). Материал понравился музыкантам, поэтому они наняли вокалиста Эрика Довера, игравшего на гитаре в Jellyfish, и перешли от репетиций к студийной работе. Айнез взял на себя басовые партии, но также выступил в роли бэк-вокалиста и стал соавтором инструментальной композиции «Jizz Da Pit». Менее чем за месяц супергруппа, название которой сократилось до Slash’s Snakepit, записала альбом It’s Five O’Clock Somewhere, вышедший 14 февраля 1995 года. К тому моменту Айнез вернулся к работе над очередным альбомом Alice in Chains, поэтому не смог участвовать в международных гастролях. Позже проект был приостановлен, так как звукозаписывающая компания настаивала на воссоединении Слэша с Экслом Роузом в Guns N' Roses. Впрочем, эта попытка не увенчалась успехом и в 1996 году Слэш ушёл из группы. Тем не менее дебютный альбом Slash’s Snakepit, записанный при участии Айнеза, был распродан общим тиражом более 1 млн копий.
В начале 1995 года Джерри Кантрелл сумел собрать Майка Айнеза, Шона Кинни и Лейна Стэйли, чтобы начать работу над новым материалом Alice in Chains. Студийные сессии затянулись на пять месяцев из-за непредсказуемого поведения вокалиста. В альбом, названный по имени группы, вошло двенадцать композиций, в пяти из которых Айнез стал соавтором музыки. Третий лонгплей Alice in Chains — последний по контракту с Columbia Records — вышел в декабре 1995 года и попал на вершину национального хит-парада, вскоре став «платиновым», однако музыканты так и не давали концерты из-за удручающего физического состояния Стэйли. Тем не менее в прессе Майк Айнез подчёркивал дружеские отношения с коллегами по группе, призывая уважать чужую личную жизнь. В 1996 году он отметил: «Есть более важные вещи [чем Грэмми или награды MTV]: братство, дружба и верность… Мы являемся группой больше, чем 90 % других нынешних коллективов, так как держимся вместе и поддерживаем друг друга». В том же интервью он рассказал, за что ценит своих друзей: Лейна Стэйли за открытые и честные тексты, Шона Кинни — за неповторимое чувство юмора, а Джерри Кантрелла — за ум и интроспекцию. Позднее Айнез называл этот период «тёмными временами», а третий альбом группы — одной из самых трудных записей, над которыми приходилось работать: «Лейн погряз в глубинах героиновой зависимости. За этим было тяжело наблюдать и это пронизывало всё, что мы делали. Не буду скрывать, нам всем было паршиво… Но я действительно переживал за парня. Я мечтаю о том, чтобы помочь тем, кто находится в таком положении».
Проблеск надежды появился у поклонников группы в апреле 1996 года, когда Alice in Chains дали первый за два с половиной года концерт, выступив с акустической программой на телевизионном шоу MTV Unplugged. Майк Айнез запомнился бас-гитарой, на которой было написано «Друг не даст другу сделать короткую стрижку». Сообщение предназначалось недавно сменившим имидж музыкантам Metallica, находящимся в зале. Айнез очень эмоционально перенёс это шоу: «Несколько раз мне приходилось отводить глаза от Лейна и напоминать самому себе, что я на работе. Я предпочитал подавить в себе фаната и сосредоточиться на своих басовых аккордах. Он [Лейн] был таким завораживающим». Несмотря на видимые проблемы со здоровьем Стэйли, воодушевлённые музыканты приняли предложение Kiss выступить во время тура воссоединения, но после заключительного концерта в Канзасе Лейн Стэйли вновь оказался в больнице из-за передозировки.

### Распад Alice in Chains
После злополучного концерта в Канзасе Alice in Chains фактически распались, но на бумаге группа продолжала существовать и музыканты не отбрасывали возможность воссоединения. Время от времени усилиями Джерри Кантрелла выходили сборники концертных записей, альбомы-компиляции или раритетные записи. Ввиду этого Айнез воздерживался от перехода в другой коллектив на постоянной основе, предпочитая работу со знакомыми музыкантами над сольными проектами или в составе супергрупп. Бас-гитаристу так и не довелось поработать с Лейном Стэйли, но вот с двумя другими музыкантами Alice in Chains он поддерживал личные и творческие отношения. В 1997 году вместе с Шоном Кинни он поучаствовал в записи дебютного сольного альбома Джерри Кантрелла — Boggy Depot. В 2001 году вместе с Кинни Айнез создал супергруппу Spys4Darwin, в которую также вошли Крис Дегармо из Queensrÿche и Винни Домброски из Sponge. Музыканты выпустили мини-альбом Microfish и выступили на нескольких фестивалях на Северо-Западе США. 
Не забывал Айнез и о друзьях периода начала карьеры. В 1998 году он появился на дебютном альбоме группы Закка Уайлда Black Label Society Sonic Brew, где исполнил кавер-версию трека Оззи Осборна «No More Tears», вступительный басовый рифф к которому сам же написал почти десять лет тому назад. В середине августа 2001 года Айнез временно подменял басиста Black Label Society Стива Гибба, который был уволен в середине турне Ozzfest. В конце 2002 года Майк был претендентом на замену ушедшего из группы бас-гитариста Metallica Джейсона Ньюстеда. Заветная должность досталась другому басисту Black Label Society Роберту Трухильо, а Айнез занял его место в группе Закка Уайлда во время двухнедельного тура по западному побережью США и гастролей по Японии в поддержку альбома The Blessed Hellride. Несколько песен, записанных в Токио, были выпущены в качестве бонус-треков к концертному DVD Boozed, Broozed, and Broken-Boned. В 2004 году Айнез записал с Black Label Society трек «Crazy or High» для пятого студийного альбома Hangover Music Vol. VI.
Начало 2002 года было омрачено для Айнеза чередой трагических событий. 26 марта 2002 года от рака лёгких скончался его лучший друг барабанщик Рэнди Кастильо, вместе с которым они работали в группе Оззи Осборна. Ходили слухи о том, что незадолго до смерти Кастильо работал с Айнезом над материалом для совместного проекта. После похорон Айнез вернулся из Альбукерке в свой дом в Биг-Бэр-Лейк, и в тот же день ему сообщили о смерти Лейна Стэйли. Музыкант не мог поверить услышанному и позднее называл это одним из худших моментов за всю свою жизнь. В марте 2002 года было объявлено о том, что Айнез примет участие в концертном туре сиэтлской группы Heart. Вскоре Энн Уилсон предложила Майку стать полноценным бас-гитаристом коллектива, и он согласился. Айнез пробыл в Heart с 2002 по 2006 годы, выступая вместе с группой на концертах и в студии. В 2002 году он принял участие в концертном туре «Summer of Love» (с англ. — «Лето любви»), а в 2003 году присоединился к группе в турне «Alive in America 2003» (с англ. — «Вживую в Америке 2003»). Его игру можно услышать на двойном концертном альбоме Alive in Seattle, записанном на известной сиэтлской концертной площадке Paramount Theatre 8 августа 2002 года. Также Айнез сыграл на бас-гитаре и бубне на тринадцатом альбоме Heart Jupiters Darling , записанном в студии сооснователя Microsoft Пола Аллена и вышедшем в июне 2004 года. Пластинка смогла подняться в первую сотню Billboard 200, добравшись до 94-го места. Как выразился Фредди Виллано из журнала Bass Player, «[Айнез] очутился в Heart тогда, когда нуждался в атмосфере любви, и они её обеспечили». Сам исполнитель соглашался, что «не мог найти лучшего места для исцеления» после смерти Лейна Стэйли и Кастильо. Переход в Heart означал для него серьёзную смену стиля и отход от тяжёлого рока в пользу более мягкого и акустического звучания. Тем не менее Айнез оставался бесконечно благодарен Энн и Нэнси Уилсон и отмечал, что многому научился у них «на личном и философском уровне».

### Воссоединение группы

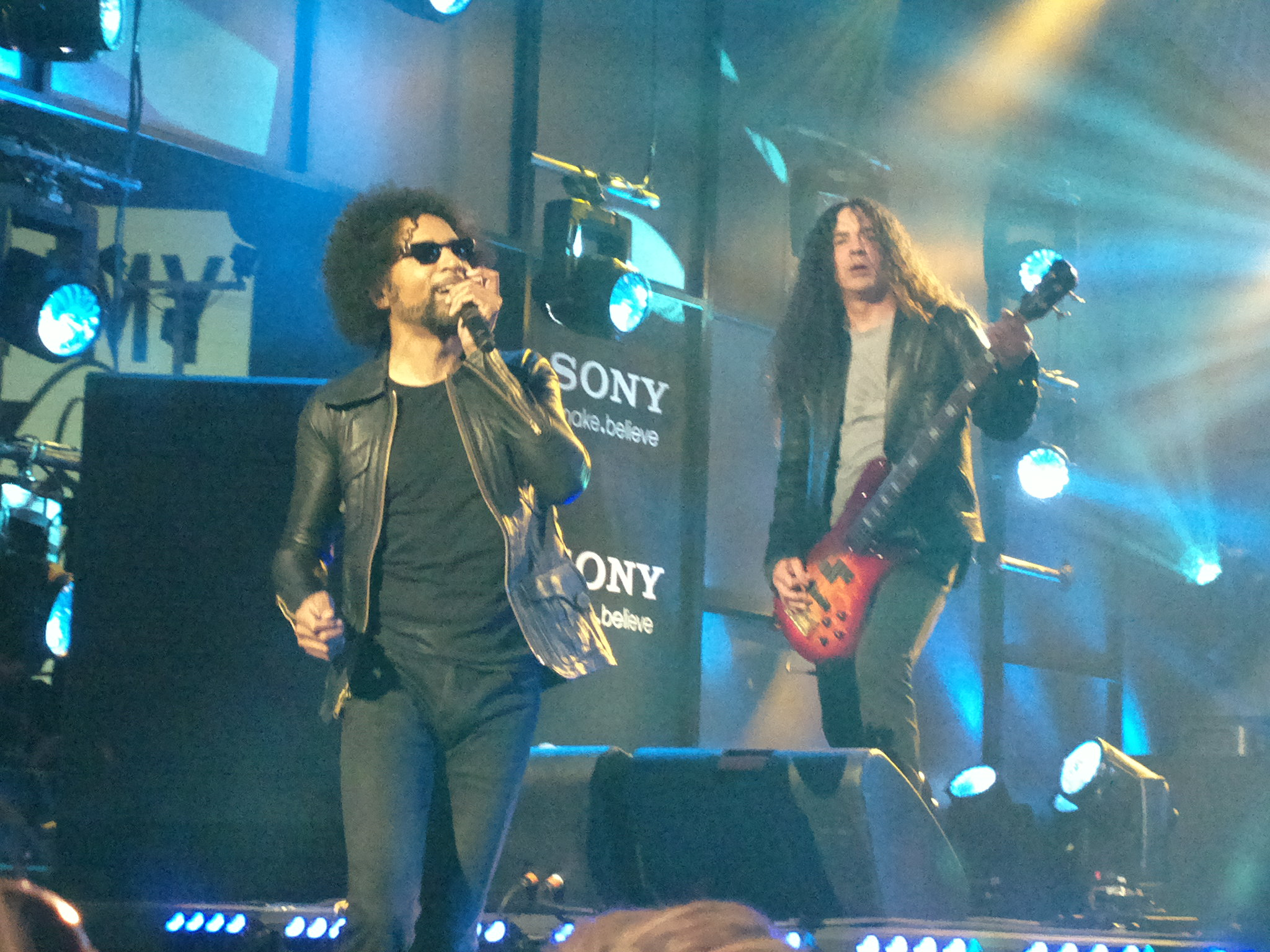
Новый вокалист Alice in Chains Уильям Дюваль и Майк Айнез в 2013 году.

В феврале 2004 года Джерри Кантрелл заявил о том, что планирует возобновить отношения с бывшими коллегами по Alice in Chains и начать совместные репетиции. На похоронах Даймбэга Даррела в декабре 2004 года Айнез и Кантрелл сыграли две песни Alice in Chains в акустическом варианте. В 2005 году барабанщик Шон Кинни пригласил Кантрелла и Айнеза, живших в Лос-Анджелесе, выступить в Сиэтле с благотворительным концертом для жертв цунами, обрушившегося на Южную Азию. Воодушевлённые позитивным приёмом, музыканты дали ряд концертов в клубах США. В 2006 году Alice in Chains отправились в мировое турне с приглашёнными вокалистами, включая Уильяма Дюваля из Comes With the Fall. Также группа поучаствовала в съёмках документального фильма VH1 «Decades of Rock: Heart and Friends», посвящённого группе Heart, где исполнили песню «Would?» вместе с Филом Ансельмо и «Rooster» с Дювалем. Вскоре Дюваля утвердили в качестве постоянного вокалиста группы. В ходе турне музыканты начали писать новые песни, после чего решили отправиться в студию и на собственные средства записать новый альбом. Они не строили далеко идущих планов, а осторожно двигались шаг за шагом, чтобы посмотреть, что из этого выйдет.
Вышедший в 2009 году альбом Alice in Chains Black Gives Way to Blue стал для группы большим успехом и принёс номинацию на «Грэмми». Пластинку продюсировал Ник Раскулинец, известный по работе с Foo Fighters и сам в прошлом игравший на бас-гитаре. В течение следующих десяти лет коллектив выпустил ещё два студийных альбома — The Devil Put Dinosaurs Here (2013) и Rainier Fog (2018) — в основе которых лежала ритм-секция Шона Кинни и Майка Айнеза. Новые альбомы ознаменовали возвращение группы к музыкальным корням. Новые песни отличалась мрачностью, а последний альбом Rainer Fog носил ностальгический характер и был записан в Сиэтле, где зародился гранж. Alice in Chains в очередной раз были номинированы на «Грэмми» в категории «Лучший рок-альбом», но так и не сумели получить заветный граммофон.

## Музыкальный стиль

### Влияние
На музыкальное образование Айнеза повлияли официальные школьные программы, существовавшие в Лос-Анджелесе во времена учёбы. Ещё в средней школе он начал играть на кларнете и саксофоне, а также ознакомился с теорией музыки и чтением нот. Вместе с семьёй Майка жил дядя Мэтт, профессионально занимавшийся музыкой, и в его отсутствие юный музыкант пробовал играть на барабанах и бас-гитаре. Классическая музыкальная подготовка сказалась на манере работы Айнеза в дальнейшем. Памятуя об игре на духовых в юности, в Alice in Chains он записывал партии с помощью нотоносца и скрипичного ключа, будто бы играл не на бас-гитаре, а на саксофоне. Уже став сложившимся музыкантом, он не прекращал самообразование. Под влиянием Лиланда Склара Айнез улучшал навык чтения по нотам, используя классическое издание джазового басиста и педагога Руфуса Рида «Эволюционирующий бас-гитарист».

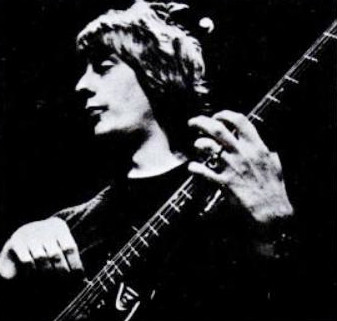
В интервью журналу Bass Player в октября 2009 года Майк Айнез назвал пятёрку любимых бас-гитаристов. Возглавил список музыкант Элтона Джона Ди Мюррей (на илл.). Помимо него, Айнез выделил Джона Энтвистла (The Who), Пола Маккартни (The Beatles), Джона Пол Джонса (Led Zeppelin) и Клиффа Бёртона (Metallica).

Мать Айнеза увлекалась Элтоном Джоном и «Битлз», но кумирами юноши вскоре стали английские рок-музыканты Джон Энвистл, Джек Брюс и Гизер Батлер — бас-гитаристы, часто использовавшие педаль дисторшна. Получив работу в группе Оззи Осборна, Айнез столкнулся с необходимостью пристального изучения партий известных бас-гитаристов. Его новым кумиром стал уже не Батлер, а другой бывший бас-гитарист Black Sabbath Боб Дэйсли. «У Боба было восхитительное чувство мелодии и своих партий, так что я попал в Университет Оззи Осборна». Аналогичным образом Айнез отзывался о своём пребывании в Heart: «Изучение их басовых партий сделало меня лучше, как бас-гитариста». Музыкант часто назначал себе «домашнюю работу» — не просто выучить известные песни, но и сыграть их в стиле оригинальных исполнителей: например «La Via Strangiato» (Rush), как это сделал бы Гедди Ли, или «Highway Star» (Deep Purple), в точности повторяя технику и аппликатуру Роджера Гловера.
После распада Alice in Chains и перехода в Heart стиль Айнеза обогатился из-за исполнения акустических композиций. Помимо работы с Энн и Нэнси Уилсон, он джемовал с кантри-музыкантами, такими как Вайнонна Джадд, Кэрри Андервуд, Руфус Уэйнрайт и Гретхен Уилсон. Кульминацией музыкального развития Айнез считал приглашение Лемми сыграть на очередном альбоме Motörhead Kiss of Death (2006), где исполнил дополнительную басовую партию в песне «Under the Gun».
Своим любимым бас-гитаристом Майк Айнез называл Ди Мюррея из группы Элтона Джона. Айнезу импонировала мелодичность, изобретательность и минималистичный подход Мюррея: «Он не из тех, кто пытался доказать свою значительность, а просто писал самые „вкусные“ басовые партии». Мюррей умер в 1992 году и не был слишком известен широкой публике. Ещё в 2010 году Айнез собирался участвовать в съёмках документального фильма о Мюррее, которые организовал гитарист Элтона Джона Дэйви Джонстон. Лишь через десять лет Джонстон заручился согласием Элтона Джона и Дэвида Фёрниша; фильм получил рабочее название «Геркулесовы столбы» и планировался к выходу в 2021 году. Примечательно, что Элтон Джон исполнил партию фортепиано на заглавной песне к альбому Alice in Chains Black Gives Way to Blue, так что у Айнеза была возможность поговорить с ним о своём «невоспетом герое».

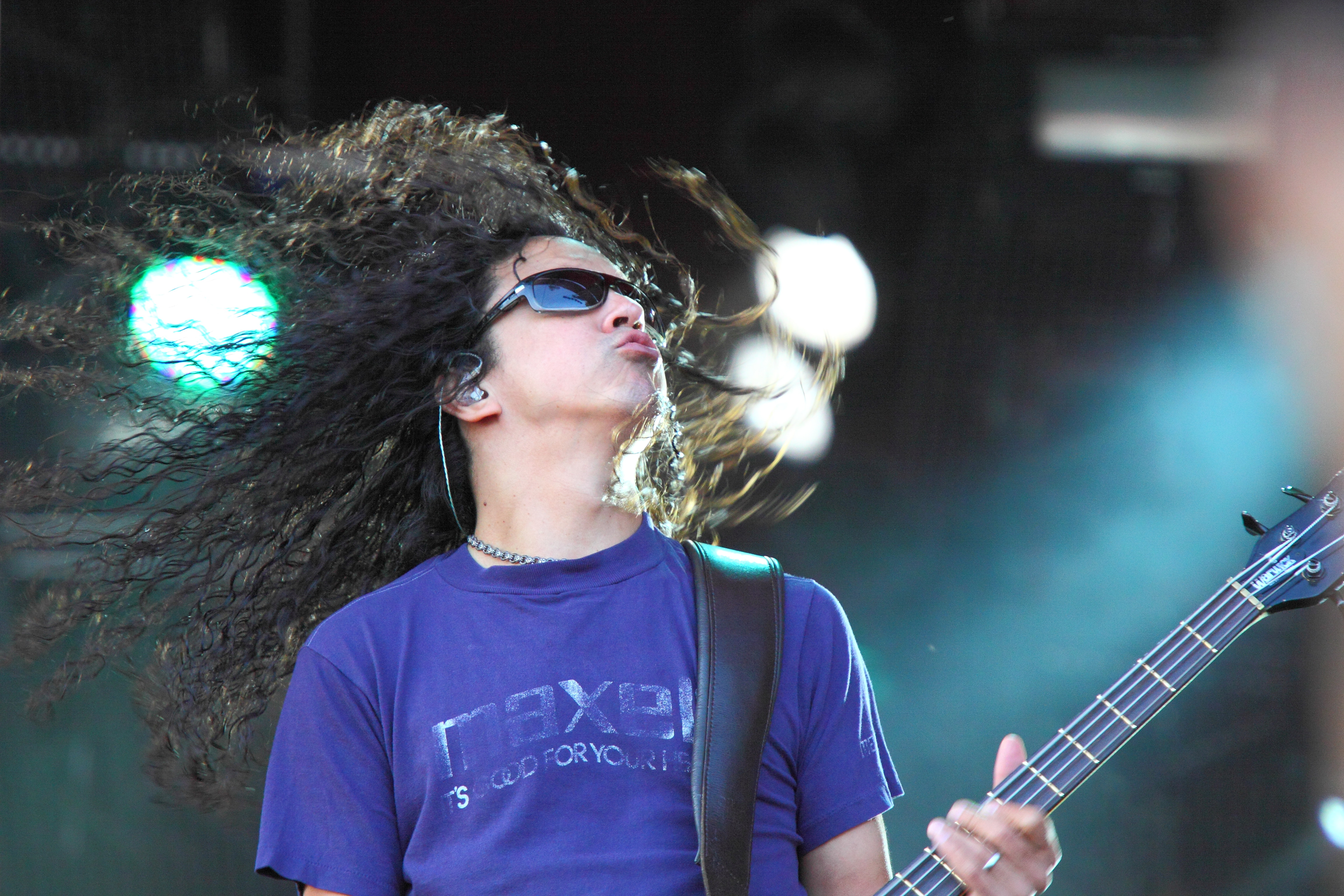
Фестиваль Rockslide. 2010 год.

### Исполнительская манера
В группе Оззи Осборна и в Alice in Chains чаще Айнез играл медиатором, а не пальцами. По словам музыканта, энергичный стиль звукоизвлечения он подсмотрел у гитариста Оззи Осборна Закка Уайлда, и это стало неотъемлемой составляющей его стиля. «Уайлд играет очень громко… Чтобы не захлебнуться в группе Оззи, мне необходимо было пойти на это. Я научился контролировать жёсткую игру медиатором. Это целое искусство» — вспоминал Айнез. В 2007—2008 годах во время турне Alice in Chains с Velvet Revolver Айнез пытался играть пальцами, но прекратил эксперименты после общения со звукорежиссёром, который сказал: «Ваше звучание — это скрежет медиатора, шумные басовые аккорды, сильное вибрато и „вгрызание“ в струны». Тем не менее Айнез полагал, что настоящий бас-гитарист обязан уметь играть и без медиатора, поэтому практиковал упражнения с использованием указательного и среднего пальцев правой руки. Некоторые песни, такие как «Your Decision» с Black Gives Way to Blue, Айнез исполнял пальцами, однако бо́льшая часть репертуара Alice in Chains требовала медиатора для резкого звучания. Кроме того, игра пальцами требовалась для деликатного исполнения некоторых песен Heart, таких как «Dreamboat Annie».
Вплоть до прихода в Alice in Chains второго гитариста Уильяма Дюваля, Айнез часто играл на бас-гитаре квинтами, похожими на гитарные пауэр-аккорды. В его технический арсенал также входили бенды, вибрато и слайды. Для большей чистоты звучания он использовал «палм-мьютинг» — глушение струн ладонью. Кроме того, музыкант применял технику, которую сам называл «краббингом», извлекая октавы с помощью большого и указательного пальцев правой руки. В то же время Айнез не владел слэппингом или тэппингом. Он пробовал брать уроки игры в стиле фанк-рока у Стю Хэмма ещё до того, как присоединился к группе Оззи, но быстро понял, что ему чужда эта манера.
Долгое время Майк Айнез не давал публичные мастер-классы, но признавался, что был бы рад попробовать: «Думаю, что я неплохо справился бы с этим. Я бы не говорил людям, что нужно делать. Бывают мастер-классы, где музыканты ведут себя слишком по-профессорски, но я бы предпочёл потусоваться, поотвечать на вопросы, показать зрителям разные интересные штуки. Было бы весело». В 2009 году на DVD вышло обучающее видео «„Behind The Player“ Mike Inez», в котором Айнез рассказал о своей биографии и манере игры, разобрал партии баса для песен Alice in Chains «Again» и «Little Bitter», а также исполнил эти песни вместе с барабанщиком The Cult Джоном Темпестой. В 2020 году Айнез выступил с мастер-классом на крупнейшей выставке музыкальных инструментов NAMM Show.

### Авторский почерк
В 2020 году в журнале Bass Player отметили «фирменные контрмелодии» Айнеза, которые в полной мере проявились на песне «No Excuses» и определили его роль в группе. По мнению журналиста Фредди Виллано, в то время как Джерри Кантрелл являлся основной движущей силой группы, игра Айнеза добавляла Alice in Chains мелодичности. Его партии бас-гитары оставались неизменно лаконичными, но тем не менее достигали максимального эффекта. По признанию самого бас-гитариста, во время работы над песнями, написанными Кантреллом, он старался создать как можно больше мелодических партий, дополняющих гитарные риффы. Изначально они были переполнены нотами, но постепенно оставались только самые «сочные» из них, не выделяющиеся на общем фоне. «Наша музыка настолько насыщена гитарами и вокалом, что иногда я просто играю тяжёлые и низкие ноты, чтобы всё остальное звенело в более высоком регистре. Всё зависит от характера песни, и я стараюсь подходить к каждой из них по-особенному» — рассказывал Айнез после выхода Black Gives Way to Blue. На акустических концертах манера исполнения изменялась: бас-гитарист стремился к более «плавающему» звучанию и добавлял больше второстепенных мелодических линий, контрастирующих с ведущей партией.
«Мне посчастливилось общаться с хорошими людьми. Не знаю, почему мой телефон продолжает звонить. Я никогда не хожу не прослушивания! Просто Alice in Chains позвонили мне, Слэш позвонил мне… Это огромная удача — быть знакомым с хорошими людьми».

— Майк Айнез в интервью журналу RIP (февраль 1996 года)
Манера исполнения Айнеза не была заточена под игру в одном музыкальном стиле. «Я джемовал со всеми, начиная от Керри Кинга из Slayer и заканчивая Керри Андервуд. И всеми, кто между ними» — рассказывал он. «Просто будьте гармоничны и думайте о песне» — объяснял Айнез. Следуя примеру своего кумира Лиланда Склара, он ставил на первое место «служение песне» и предпочитал не переоценивать важность бас-гитары и не выходить на передний план во что бы то ни стало, оставляя место для гитар и вокала.
В своих многочисленных музыкальных коллективах Майк Айнез неизменно оставался на вторых ролях. Отвечая на вопрос о возможной сольной карьере, в 2009 году он отмечал: «Может быть, когда-нибудь… Люди постоянно предлагают поджемовать с ними, а я люблю новые вызовы. Но сейчас я полностью сосредоточен на Alice in Chains и нашем новом путешествии… Больше всего я люблю подниматься на сцену на стадионе, брать в руки бас-гитару и слышать динамики, ревущие в унисон. Это моё любимое место на Земле».

### Признание
В 2007 году музыкант занял 62-е место в списке «100 величайших бас-гитаристов и барабанщиков» по версии журнала Hit Parader. Ранее в рейтинги, публикуемые этим американским музыкальным изданием, попадали как Alice in Chains, занявшие 14-е место в списке лучших рок-групп, так и Лейн Стэйли, помещённый на 27-е место в списке лучших хеви-металлических вокалистов.
Журналист издания Bass Player Фредди Виллано отметил роль Айнеза в успехе Alice in Chains. В 2019 году Виллано заявил: «Его игра в Alice in Chains на протяжении многих лет была убедительной, но недооценённой. Твёрдые и „мускулистые“ интонации, а также мелодическая чувствительность помогли материалу группы выйти за пределы типичного рока и метала. Его стиль немедленно проявился на дебютном мини-альбоме Jar of Flies (1994, Columbia), в частности — на сингле „No Excuses“ и песнях вроде „Heaven Beside You“ с одноимённого альбома 1995 года. Обе пластинки стали важными вехами в истории группы, каждая из них дебютировала на вершине хит-парада Billboard 200, а мини-альбом представил первый сингл группы, возглавивший чарт Mainstream Rock».

## Оборудование

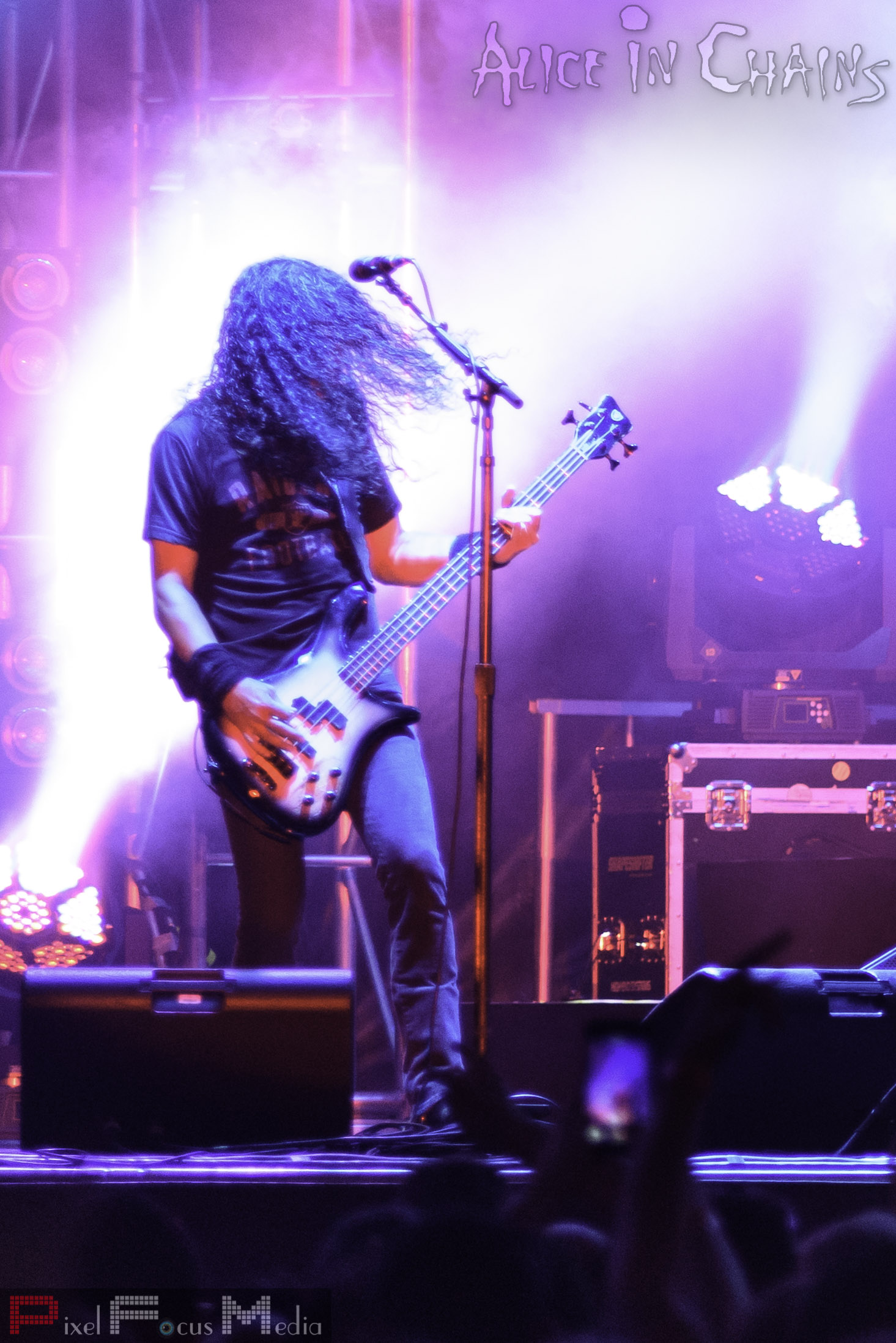
Основной инструмент Айнеза — бас-гитара Warwick серебристого цвета.

### Бас-гитары
Первой электрогитарой Айнеза стал Fender Stratocaster 1970-х годов кремового цвета, как у Ричи Блэкмора. Вскоре он купил у дяди Мэтта подержанный бас Fender Precision Bass 1955 года выпуска. После перехода в группу Оззи Осборна его основным инструментом был Fender PJ, на которым также играл Дафф Маккаган из Guns N' Roses. Во время очередного концертного тура в Германии гитарный техник впервые дал Айнезу попробовать бас Warwick. Звучание инструмента понравилось Оззи, после чего Айнез стал отдавать преимущество гитарам этой марки. Во время работы над очередным альбомом в студии Bearsville Studios в Вудстоке Закк Уайлд заставил Айнеза пойти в гитарный центр Manny's Music и купить себе новый инструмент. Бас-гитарист выбрал Warwick Streamer из-за «рычащего» звучания и громких высоких частот. Увидев гитару, Уайлд сначала удивился, что Айнез купил лишь один инструмент, а потом со всей силы бросил её в стену, объяснив озадаченному другу: «Она скоро износится и так, не переживай. Выглядит слишком новой».
Особое место в коллекции Майка Айнеза занимает Warwick Streamer Stage I цвета «Moonburst» (с англ. — «лунная вспышка»), которую ему купил Оззи Осборн ещё в 1991 году. Музыкант выступал с этой бас-гитарой на протяжении 30 лет в более чем 50 странах по всему миру. На голову грифа был нанесён логотип «Окленд Рэйдерс», любимой футбольной команды Айнеза. По прошествии лет бриджевый звукосниматель сломался, а регуляторы звука и тона оказались залиты клеем после инцидента во время концерта с Оззи. Тем не менее «лунный бас» оставался основным и любимым инструментом Айнеза и использовался на всех студийных записях.

За всё время у Айнеза было около сорока бас-гитар Warwick, и компания регулярно снабжала его новыми инструментами. Так, в 2018 году производитель сделал для Айнеза две новых гитары Streamer: ярко-синюю с тонкой полосой и нанесённым номером «14», напоминающую цветом его детский картинговый шлем, а также перламутрово-белую. Инструменты снабжались четырьмя регуляторами: первый управлял громкостью, а также позволял переключаться между двумя «голосами» звукоснимателя по нажатию; два других отвечали за низкие и высокие частоты; последний не делал ничего, но Айнез шутил, что хотел бы регулировать яркость светящихся отметок ладов на грифе гитары.

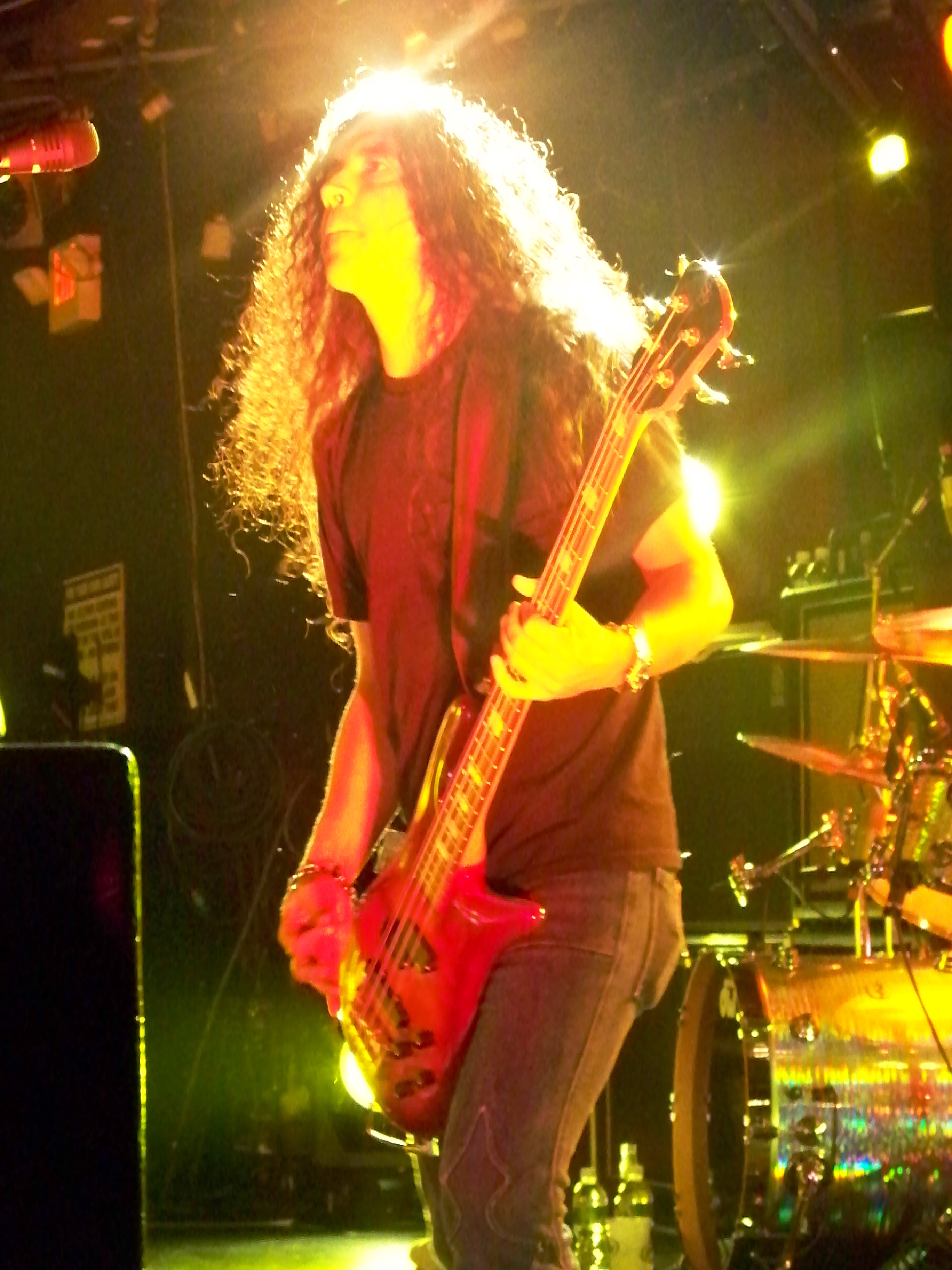
Помимо «лунного баса» в концертных турах Айнез использует до 5-6 различных бас-гитар.

Изначально на «лунном басе» Айнеза стояли звукосниматели EMG. Во время концерта с Оззи в Германии они сломались и техник купил новые в местном магазине. Несмотря на превосходное звучание, позже выяснилось, что датчики были фальшивыми: их производил местный мастер, которого уже не было в живых. Айнез долгое время тщетно пытался добиться аналогичной окраски звука с другим оборудованием. Лишь в середине 2010-х годов он согласился пойти на эксперимент, который предложил инженер компании Fishman Фрэнк Фальбо, до этого работавший в Seymour Duncan. Бас-гитару Айнеза поместили в аппарат, напоминавший томограф, показывающий магнитное отражение звукоснимателей. Специально для Айнеза было создано семь прототипов фирменных звукоснимателей. В течение двух лет бас-гитарист возвращался в студию, чтобы установить очередные датчики, сравнить звучание и сопоставить форму сигналов со старого и нового инструментов. В конечном счёте команде инженеров удалось добиться наибольшего сходства, и новые звукосниматели были поставлены на бас-гитары на время концертного турне в поддержку альбома Rainier Fog. В 2020 году Fishman выпустили серию именных звукоснимателей Майка Айнеза для четырёх- и пятиструнных инструментов, которые поддерживали два «голоса»: оригинальный тон «лунного баса», а также более тёплое и винтажное звучание. Помимо продукции Fishman Айнез использовал звукосниматели MEC, установленные на гитарах «Уорвик» по умолчанию, а также сигнатурную модель датчиков Seymour Duncan Рекса Брауна из Pantera.
Майк Айнез преимущественно играет на четырёхструнных басах, в обычном строе, пониженном на полтона, или в опущенном строе, лишь в некоторых песнях используя пятиструнный бас. На гитарах Warwick Streamer установлены одиночные басовые колки Hipshot Xtender, позволяющие понижать строй гитарной струны. Помимо «Уорвиков», Айнез использовал гитары Spector NS-2 для песен в пониженном строе Drop D. Айнез также владеет гитарами Warwick Starbass II с полым корпусом, которые использовал один из его кумиров Лиланд Склар. Среди прочих инструментов Айнеза — акустические бас-гитары Warwick Alien и Alvarez, обычные Gibson Les Paul Bass и Fender Telecaster Bass, ладовые и безладовые Fender Presicion Bass, пятиструнная модель Warwick Streamer, а также инструменты Kubicki Factor и Gibson Thunderbird. Айнез предпочитает тонкие и средние струны Dean Markley Blue Steel толщиной 0.050 — 0.105 дюйма. Для игры медиатором он использует миллиметровые плектры Dunlop Tortex Pitch Black Standard.

### Усилители и педали эффектов
С детства Майк Айнез наблюдал за выступлениями рок-группы Van Halen, обитавшей в Пасадине. Бас-гитарист Ван Халена Майкл Энтони использовал оборудование Ampeg, и, глядя на него, Айнез также пристрастился к усилителям Ampeg SVT. Его основным усилителем является SVT-2PRO, ранее принадлежавший музыкантам Van Halen. Полный стек Айнеза состоит из четырёх кастомных восемнадцатидюймовых «кабинетов» Ampeg для воспроизведения низких частот, поверх них — два лежащих на боку «кабинета» SVT-810E для высоких частот, оснащённых восемью десятидюймовыми динамиками, а сверху — две «головы» SVT-2PRO. Для получения эффекта дисторшна в студии Айнез использовал «голову» Fender Bassman 1963 года выпуска с двумя двенадцатидюймовыми «кабинетами», выкручивая настройки громкости и тона на максимум.
Майк Айнез редко использует педали эффектов. Его основной педалью в Alice in Chains является SansAmp Bass Driver DI компании Tech 21. Этот работает как директ-бокс и может создавать эффект перегруза, передавая выходной сигнал как на усилитель, так и на микшерный пульт и на личные мониторы исполнителя. Во время работы с другими исполнителями Айнез чаще экспериментировал со звуком. В его арсенале есть педаль эффектов SansAmp Fly Rig, а также подписная модель дисторшна, подаренная Дагом Пинником из King’s X. Айнез использует ушные мониторы Ultimate Ears, на которые во время концертов подаётся «грязное» звучание собственного инструмента, выделяющееся на фоне остальной группы.

## Личная жизнь
8 мая 2010 года Майк Айнез женился на своей подруге Сидни Келли, с которой был знаком на протяжении многих лет. Церемония бракосочетания прошла в поместье Сьюзан Сильвер, менеджера Alice in Chains. Сидни Айнез работает художником и дизайнером, в Южной Калифорнии время от времени проходят выставки её работ.

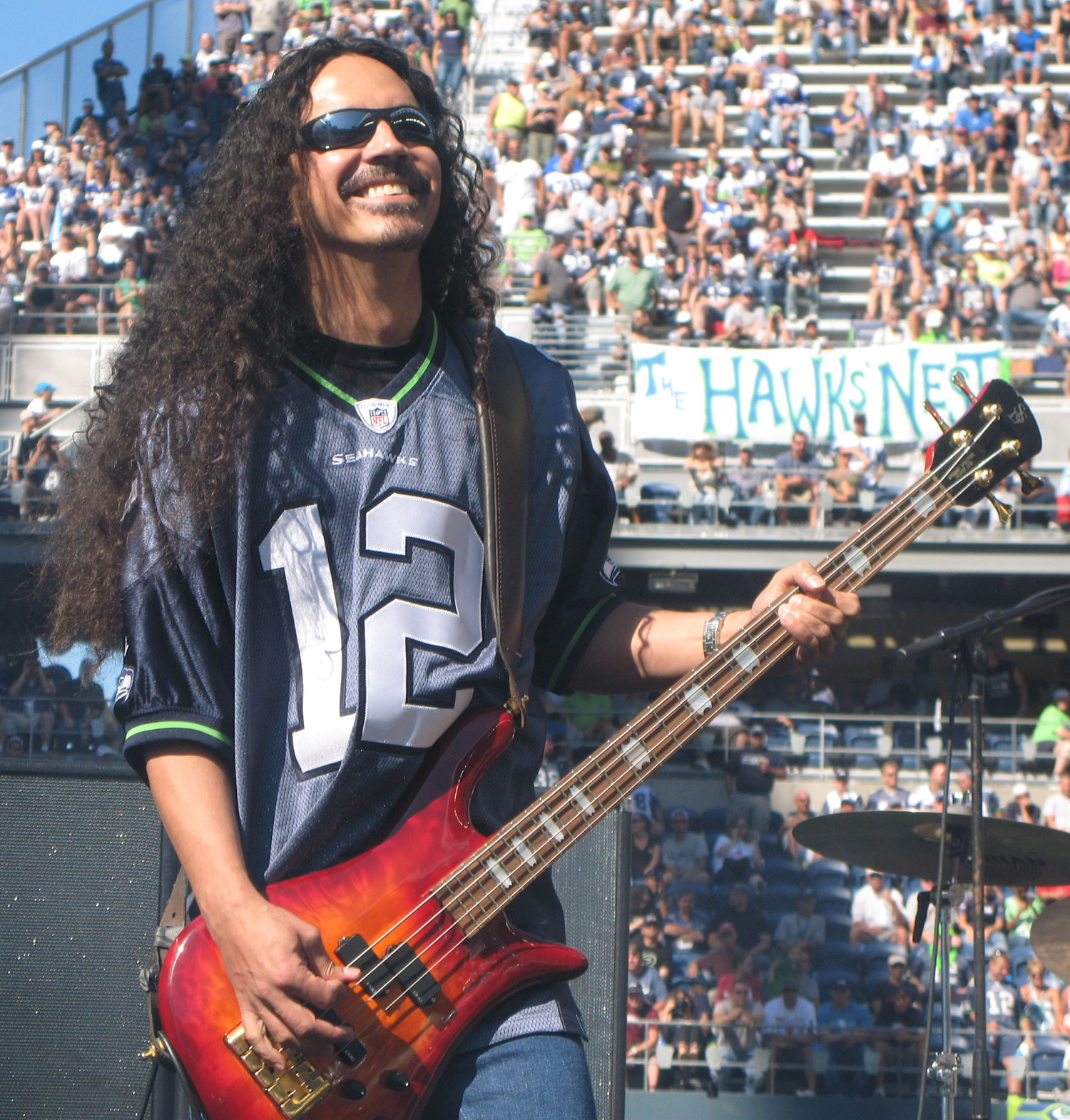
Майк Айнез в форме футбольной команды «Сиэтл Сихокс».

Майк Айнез проживает в горной части Лос-Анджелеса, в уединённой местности посреди леса, неподалёку от Джерри Кантрелла. В доме оборудована звукозаписывающая студия, а также содержится коллекция музыкальных инструментов. В интервью 2019 года Айнез признался, что ведёт скромный образ жизни, избегая тусовок и редко появляясь на улице: «Я гуляю со своими собаками и много играю на бас-гитаре и гитаре… Я просто люблю музыку и собак: это две вещи оставались неизменны всю мою жизнь». Музыкант является примерным семьянином, а его спокойный семейный уклад не соответствует стереотипам, связанным с рок-музыкой и гастролями: «Забавно, когда я возвращаюсь из тура как „большая рок-звезда“, жена протягивает мне лопату и просит убрать собачье дерьмо на заднем дворе». В то же время он признавался, что кроме музыки больше ничего не умеет и не представляет себя в другой профессии: «Не хочу заниматься ничем другим. У меня отличная жизнь. Ты получаешь бесплатно бас-гитары и усилители. И бесплатные картофельные чипсы».
В отличие от коллег по Alice in Chains, Майку Айнезу посчастливилось избежать серьёзных проблем с наркотиками. «Я не могу поставить себя на место Лейна, потому что никогда не пробовал этот наркотик [героин]», — рассказывал он. — «Я всегда был „Мистером Картофельная голова“ — курил травку и пил „Корону“». Позднее он полностью отказался от наркотиков и употребления алкоголя.
Айнез увлекается американским футболом и с детства болеет за «Окленд Рэйдерз». Вместе с Джерри Кантреллом Айнез является организатором ежегодного розыгрыша фэнтези-лиги и благотворительного аукциона, в котором участвуют такие рок-звёзды, как Винни Пол, Дафф Маккаган и Скотт Иэн.

## Справочная информация

### Дискография
Оззи Осборн
- 1991 — No More Tears[d 1]
- 1993 — Live & Loud[d 2]
- 2005 — Prince of Darkness[d 3]
- 2014 — Memoirs of a Madman[d 4]
- 2019 — See You on the Other Side[d 5]

Alice in Chains
- 1993 — Саундтрек к фильму «Последний киногерой»[d 6]
- 1994 — Jar of Flies[d 7]
- 1994 — Jar of Flies / Sap[d 8]
- 1995 — Alice in Chains[d 9]
- 1996 — MTV Unplugged[d 10]
- 1999 — Nothing Safe: Best of the Box[d 11]
- 1999 — Music Bank[d 12]
- 2000 — Live[d 13]
- 2001 — Greatest Hits[d 14]
- 2006 — The Essential Alice in Chains[d 15]
- 2009 — Black Gives Way to Blue[d 16]
- 2013 — The Devil Put Dinosaurs Here[d 17]
- 2018 — Rainier Fog[d 18]

Slash’s Snakepit
- 1995 — It’s Five O’Clock Somewhere[d 19]

Джерри Кантрелл
- 1998 — Boggy Depot[d 20]

Spys4Darwin
- 2001 — Microfish[d 21]

Heart
- 2003 — Alive in Seattle[d 22]
- 2004 — Jupiters Darling[d 23]
- 2008 — Playlist: The Very Best Of Heart[d 24]
- 2012 — Strange Euphoria[англ.][d 25]
- 2014 — Jupiters Darling / Red Velvet Car[d 26]
- 2019 — Live in Atlantic City[d 27]

Black Label Society
- 2004 — Hangover Music Vol. VI[d 28]
- 2008 — Tour Edition[d 29]
- 2009 — Skullage[d 30]
- 2019 — None More Black[d 31]

Нэнси Уилсон
- 2005 — Elizabethtown[d 32]

Michael Schenker Group
- 2005 — Heavy Hitters[англ.][d 33]
- 2007 — Guitar Master — The Kulick Sessions[d 34]

Motörhead
- 2006 — Kiss of Death[d 35]

Марк Мортон
- 2019 — Aneshetic[d 36]

Трибьют-альбомы
- 1999 — Humanary Stew: a Tribute to Alice Cooper[англ.][d 37]
- 2003 — Hazy Dreams (Not Just) A Jimi Hendrix Tribute[d 38]
- 2003 — Stairway To Rock: (Not Just) A Led Zeppelin Tribute[d 39]
- 2004 — Metallic Attack: The Ultimate Tribute[англ.][d 40]
- 2005 — Numbers From The Beast (An All Star Salute To Iron Maiden)[d 41]
- 2005 — Status Quo & Friends (40th Anniversary Souvenir)[d 42]
- 2006 — Butchering The Beatles — A Headbashing Tribute[d 43]
- 2007 — Justice For All: Die Wahrheit Über Metallica[d 44]
- 2012 — Going To Hell — A Tribute To Alice Cooper[d 45]
- 2016 — 2112 (40th Anniversary)[d 46]

### Фильмография
| Год  | Название       | Роль                               | Примечание             |
| ---- | -------------- | ---------------------------------- | ---------------------- |
| 1995 | The Nona Tapes | в роли самого себя                 | Короткометражный фильм |
| 2013 | AIC 23         | Унта Глибен Глаббен Глоббен Глобин | Короткометражный фильм |